# 扎赫拉·内玛提

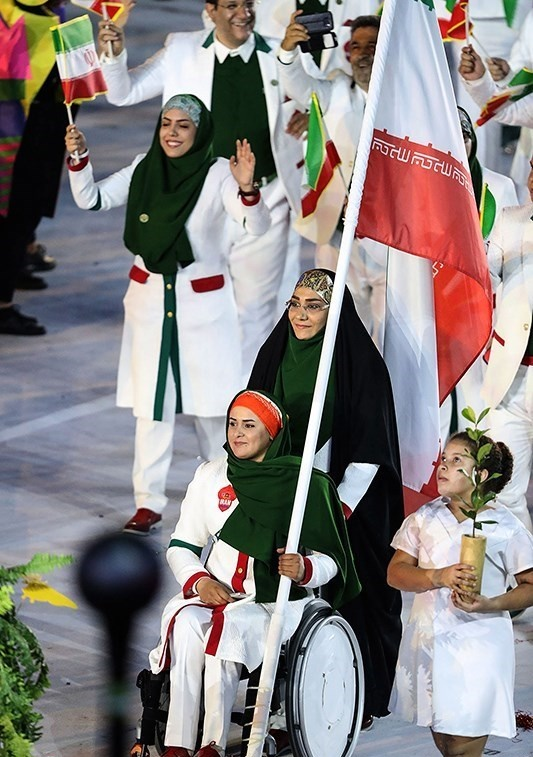
内玛提担任2016年里约奥运伊朗代表团开幕式旗手。

扎赫拉·内玛提（波斯語：‎，1985年4月30日—）生于克尔曼省克尔曼市，是一名伊朗残疾射箭运动员。她在伤残前原本是一名跆拳道运动员。在2012年伦敦残奥会中，她为伊朗收获一枚个人金牌和一枚团体铜牌。4年后她同时获得2016年里约奥运和2016年里约残奥的参赛资格。

## 生平
内玛提原本是一名跆拳道运动员，然而2003年发生的一场交通事故使她的脊髓受到损伤，她也因此坐上轮椅。她在2006年开始练习射箭，半年后她便在全国锦标赛上和健全选手同台竞技，最终获得第3名。
2012年，内玛提入选2012年夏季残奥伊朗代表团，比赛期间，她赢得了两枚奖牌，首先她在个人反曲弓轮椅1/2级项目上一路过关斩将摘得金牌，成为首位获得残奥金牌的伊朗女选手。夺冠后，她称她要将这枚金牌献给所有祈求她能够获得成功的人们。在之后进行的女子团体反曲弓项目上，她联同队友Razieh Shir Mohammadi和Zahra Javanmard再为伊朗斩获一枚铜牌。
2015年11月，她在泰国曼谷举办的亚洲射箭锦标赛上获得奥运资格，成为继意大利选手保拉·凡塔托之后又一位同时获得奥运和残奥参赛资格的射箭运动员。2016年1月，她获选为2016年夏季奥运伊朗代表团开幕式旗手。在奥运正赛中，她被俄罗斯选手Inna Stepanova淘汰，止步64强。
里约奥运过后，她继续征战残奥。比赛期间，她共获得一枚金牌和一枚银牌。首先她在团体赛中联同队友Ebrahim Ranjbarkivaj获得团体反曲弓公开级银牌，之后她又在女子个人反曲弓公开级项目上夺得金牌。
2018年，内玛提同时获得亚洲运动会和亚洲残疾人运动会的参赛资格，得以首次参加亚运。在8月进行的亚洲运动会中，她出战女子个人反曲弓和混合团体反曲弓两个项目，均进入16强。之后她出战亚洲残疾人运动会，获得混合团体反曲弓公开级金牌和个人反曲弓公开级银牌。